# Roberto Bergamaschi (vescovo)
Roberto Bergamaschi (San Donato Milanese, 17 dicembre 1954) è un vescovo cattolico italiano, dal 29 settembre 2020 vicario apostolico di Gambella.

## Biografia
Entra nella Società salesiana di San Giovanni Bosco ed emette i voti semplici l'8 settembre 1975; il 13 settembre 1981 emette la professione perpetua. Il 2 ottobre 1982 riceve l'ordinazione presbiterale dall'allora vicario apostolico di Auasa, Armido Gasparini.

### Ministero episcopale
Il 29 giugno 2016 papa Francesco lo nomina vescovo titolare di Ambia, affidandogli l'incarico di vicario apostolico di Auasa.
Riceve l'ordinazione episcopale l'8 ottobre 2016 dal cardinale Berhaneyesus Souraphiel, arcivescovo di Addis Abeba.
Il 29 settembre 2020 papa Francesco lo nomina vicario apostolico di Gambella. Il 31 ottobre seguente prende possesso del vicariato, nella cattedrale di San Giuseppe.

## Genealogia episcopale
La genealogia episcopale è:
- Cardinale Scipione Rebiba
- Cardinale Giulio Antonio Santori
- Cardinale Girolamo Bernerio, O.P.
- Arcivescovo Galeazzo Sanvitale
- Cardinale Ludovico Ludovisi
- Cardinale Luigi Caetani
- Cardinale Ulderico Carpegna
- Cardinale Paluzzo Paluzzi Altieri degli Albertoni
- Papa Benedetto XIII
- Papa Benedetto XIV
- Papa Clemente XIII
- Cardinale Marcantonio Colonna
- Cardinale Giacinto Sigismondo Gerdil, B.
- Cardinale Giulio Maria della Somaglia
- Cardinale Carlo Odescalchi, S.I.
- Cardinale Costantino Patrizi Naro
- Cardinale Lucido Maria Parocchi
- Papa Pio X
- Papa Benedetto XV
- Papa Pio XII
- Cardinale Eugène Tisserant
- Vescovo Hailé Mariam Cahsai
- Arcivescovo Asrate Mariam Yemmeru
- Cardinale Paulos Tzadua
- Cardinale Berhaneyesus Souraphiel, C.M.
- Vescovo Roberto Bergamaschi, S.D.B.